# Неёлов, Пётр Васильевич
Пётр Васи́льевич Неёлов (1 [12] октября 1749 — 5 [12] сентября 1846) — архитектор русского классицизма. Сын придворного архитектора Василия Ивановича Неелова и родной брат архитектора Ильи Васильевича Неелова. Работал в Царском Селе при императрице Екатерине II, императорах Павле I, Александре I и Николае I.

## Биография
Пётр Неёлов родился 1 (12) октября 1749 года в семье русского архитектора Василия Ивановича Неелова, представителя раннего романтического классицизма.
Учился в Императорском Царскосельском лицее, затем в Императорской Академии художеств, архитектуре, вместе с братом — у Ж.-Б. Валлен-Деламота.
Служил в Санкт-Петербургском драгунском полку; сопровождал в Англию своего отца, который был туда командирован императрицей Екатериной II для изучения устройства английских пейзажных парков.
В 1749—1767 годах Неёлов был уже «архитектурии помощником». Во время путешествия российской императрицы Екатерины II в Новороссийский край Неёлов сопровождал государыню, и ещё будучи драгунским капитаном, устраивал путевые дворцы.

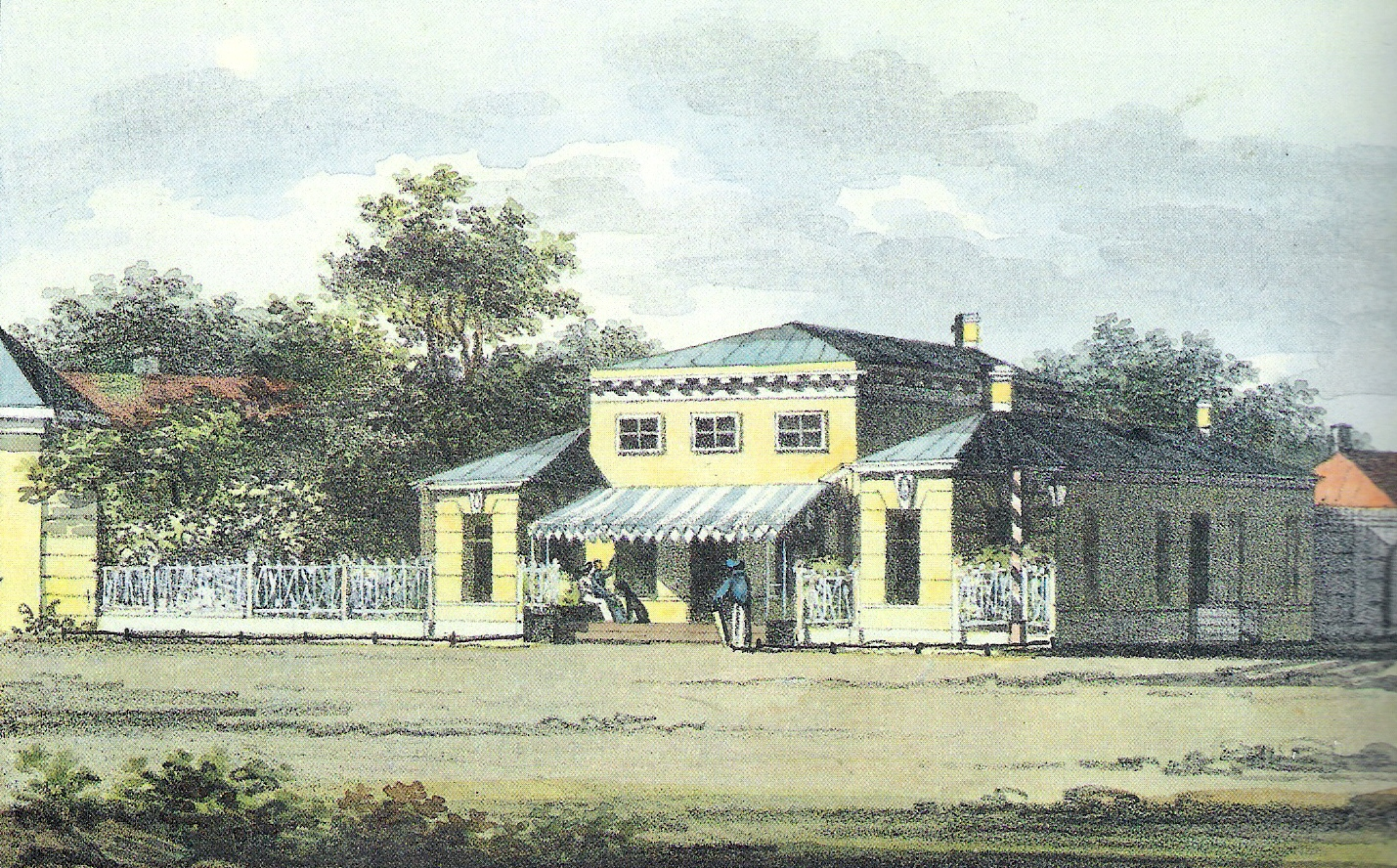
Дом Теппера де Фергюсона
Архитектор П. В. Неёлов.

Неёлову принадлежат оригинальные иллюстрации к изданным Павлом Петровичем Свиньиным «Sketsh of Mosсоv and St.-Petersburg» (Philadelphia 1813); «Sketsch Russia» (London 1814); «Descriptions des objets les plus remarquables de St.-Pétersbourg» (1816—1824); «Достопримечательности Санкт-Петербурга и его окрестностей». Свиньин нередко поручал Неёлову снимать посредством камеры-обскуры «картинные пункты столицы» и с его оригиналов «изготовлял плохие рисунки начисто, подписывал их своей фамилией и передавал их для выполнения гравюр» Степану Филипповичу Галактионову.
После смерти брата Ильи в 1793 году, Пётр Неёлов был назначен придворным архитектором и переименован в статский чин. Эту должность он занимал очень долго: только при императоре Николае I он, вследствие преклонного возраста, был освобождён от своих обязанностей.
Под его наблюдением в Царском Селе были построены в 1776 году при выезде из английского сада на дорогу в Гатчину «Мраморные ворота», во внимание к заслугам генерал-фельдцейхмейстера графа Григория Орлова (согласно более распространённой версии, надзор за постройкой Орловских (Гатчинских) ворот, строившихся по проекту А. Ринальди, осуществлял И. В. Неелов).
В январе 1789 года, когда князь Г. А. Потемкин-Таврический ехал в Санкт-Петербург из армии, Неёлову было поручено устроить для проезда князя «огромную иллюминацию».
В 1794 году Неёлов получил Высочайшее повеление сделать опись «о всех зданиях, статуях и бюстах», находящихся в Царском Селе, которую он вскоре и представил императору Павлу І. Во внимание к его заслугам Император Павел I пожаловал ему в собственность архитекторский дом в Царском Селе, «с большим местом против Дворцового управления»; 14 марта 1819 года был награждён орденом Св. Владимира 4-й степени; в 1839 году получил знак отличия беспорочной службы за LV лет.
Умер 5 (17) сентября 1846 года в родном городе, «уважаемый всеми, знавшими его лично, и осыпанный вниманием и милостями четырёх монархов». Похоронен там же где и отец — на Кузьминском кладбище (Петербургский некрополь указывает неверную дату рождения — 1 октября 1732 года, что приводит к смерти на 114 году).